# تنكس الحفيرة
تنكس الحُفيرة هو حالة مرضية للحفيرة وهي النقطة المركزية في شبكية العين مسؤولة عن الرؤية المركزية.

## أشكال تنكس الحفيرة
- التنكس الحفيرة المرتبط بالعمر هو اعتلال الحفيرة التنكسي المرتبط بفقدان البصر التدريجي. يتميز بحدوث الطَّبَقَةُ المُصْطَبِغَةُ في الشبكية، وظهور نقاط صفراء في منطقة الحفيرة ونمو اوعية دموية شاذة تحت الشبكية . ولهذه الحالة المرضية صورتين:
- الصورة غير وعائية (الجافة).
- والصورة الوعائية الرطبة.
- مالتيا ليفانتينسي(أو اضطراب دونيز/ضمور شبكية العين على شكل قرص العسل) هو شكل اخر من اشكال الاعتلال الذي بصيب حفيرة العين وهو يشبه الصورة الرطبة من تنكس الحفيرة المرتبطة بالعمر.
- تنكس الحفيرة السيلوفانية: يحدث بسبب تشكل غشاء لامع فوق الحفيرة مما يحجب الرؤية.[2]